# Vincent Bueno
Vincent Mendoza Bueno (Vienna, 10 dicembre 1985) è un cantante austriaco con cittadinanza filippina.
Avrebbe dovuto rappresentare l'Austria all'Eurovision Song Contest 2020 con il brano Alive, ma in seguito all'annullamento dell'evento a causa della pandemia di COVID-19, è stato riconfermato come rappresentante nazionale per l'edizione del 2021, dove ha cantato Amen.

## Biografia
Vincent Bueno è salito alla ribalta nel 2008 con la sua vittoria al talent show televisivo Musical! Die Show. Il suo album di debutto Step by Step, uscito a marzo 2009, ha debuttato alla 55ª posizione nella classifica austriaca. Si è successivamente trasferito nelle Filippine, dove ha proseguito la sua carriera musicale.
Il 12 dicembre 2019 è stato confermato che l'ente televisivo nazionale austriaco ORF l'ha selezionato internamente come rappresentante nazionale per l'Eurovision Song Contest 2020 a Rotterdam, nei Paesi Bassi. Il suo brano, intitolato Alive, è stato pubblicato il 4 marzo 2020. Nonostante l'annullamento dell'evento due mesi prima a causa della pandemia di COVID-19, il cantante è stato riconfermato come rappresentante austriaco per l'edizione del 2021 con l'inedito Amen. Nel maggio 2021, Vincent Bueno si è esibito nella seconda semifinale eurovisiva, piazzandosi al 12º posto su 17 partecipanti con 66 punti totalizzati e non qualificandosi per la finale.

## Discografia

### Album
- 2008 – Step by Step
- 2016 – Wieder Leben
- 2018 – Invicible
- 2020 – On the Run

### EP
- 2021 – Demos.

### Singoli
- 2009 – Sex Appeal
- 2011 – Party Hard
- 2016 – Bida best sa tag-araw (con Angeline Quinto)
- 2016 – All We Need Is That Love
- 2020 – Alive
- 2020 – Walking on Water
- 2020 – Instant Dose
- 2021 – Amen
- 2023 – Kai Ray (con Toyn Bueno)